# Borealestes
Borealestes is een geslacht van uitgestorven docodonten uit het Midden-Jura van Groot-Brittannië, voor het eerst ontdekt op het eiland Skye nabij het dorp Elgol. Het was de vroegste mammaliaform uit het Mesozoïcum die in Schotland werd gevonden en benoemd. Een tweede soort werd later benoemd uit andere vindplaatsen uit het Midden-Jura van Engeland, maar is daarna benoemd als een apart geslacht. Een nieuwe soort Borealestes cuillinensis uit Skye werd in 2021 benoemd.

## Etymologie
De geslachtsnaam is afgeleid van het Griekse Boreas, 'noordenwind' of het Neolatijnse borealis, wat 'noordelijk' betekent, en het Griekse lestes wat een bandiet of schurk is. De soortaanduiding serendipitus komt van het Engelse zelfstandig naamwoord serendipity, het per ongeluk doen van een gelukkige en onverwachte ontdekking. 
De soortaanduiding cuillinensis verwijst naar de Cuillin Hills op Skye, die in de buurt van de vindplaats liggen; de knobbels van de tanden lijken op de toppen van de bergen.

## Ontdekking
Het eerste fossiel van Borealestes serendipitus werd ontdekt door Michael Waldman tijdens een schoolexcursie die hij leidde op het eiland Skye in 1971. Het holotype is een fragment van een kaak met vijf kiezen en drie premolaren (BRSUG 20572) en er waren verschillende andere kaakfragmenten verzameld in de volgende jaren, en een gedeeltelijk skelet, allemaal van de Kilmaluag-formatie. Michael Waldman en Robert J.G. Savage maakten vervolgens meerdere expedities naar het eiland op zoek naar zoogdieren en andere fossielen. Ze noemden Borealestes tegelijkertijd met een nieuwe soort tritylodontide, Stereognathus hebridicus (nu synoniem met Stereognathus ooliticus).
In 2003 werd Borealestes mussettae (oorspronkelijk Borealestes mussetti) benoemd naar losse kiezen gevonden in het oude Kirtlington Mammal bed uit het Bathonien van Oxfordshire. Beide vindplaatsen behoren tot de Forest Marble-formatie. Het werd mussetti genoemd ter ere van Frances Mussett, als erkenning voor haar grote deelname aan de opgraving van fossielen in de Kirtlington Cement Quarry. Mussetti is echter de mannelijke vorm en daarom is dit door latere auteurs gewijzigd in mussettae. Het werd onlangs erkend als verschillend van Borealestes en verhuisde daarom in 2021 naar het nieuw opgerichte geslacht Dobunnodon.
De nieuwe soort Borealestes cuillinensis werd in 2021 benoemd op basis van een gedeeltelijk skelet, holotype NMS G.2020.4.1.1, dat in 2018 op dezelfde plek in de Kilmaluag-formatie in Schotland werd gevonden door professor Richard Butler van de University of Birmingham, tijdens veldwerk op het eiland.
Borealestes serendipitus is momenteel bekend van twee gedeeltelijke skeletten, waaronder schedelbeenderen, kaken en postcrania (met name specimen NMS G.1992.141.1), meerdere losse tanden en rotsbeenderen.

## Beschrijving
Borealestes werd ongeveer twaalf centimeter lang.
De studie uit 2021 stelde één enkele autapomorfie van het geslacht Borealestes vast: bij de bovenste kiezen bevindt zich ter hoogte van de horizontale insnoering een fovea anterior, een uitholling aan de voorzijde van de voorste binnenste kam.

## Fylogenie
Docodonta zijn kleine Mammaliaformes (formaat spitsmuis/rat) - de bredere groep die zoogdieren en hun naaste verwanten omvat. Borealestes wordt beschouwd als een basaal lid van de Docodonta.